# Nicolò Trevisan (vescovo)
Nicolò Trevisan (Padova, 1436 – Padova, 10 gennaio 1498) è stato un vescovo cattolico italiano.

## Biografia
Di illustre famiglia padovana, era figlio di una sorella del vescovo Pietro Leon.
Canonico di Ceneda e Verona, arciprete di Ripachiana, abate di San Pietro in Colle, succedette allo zio alla guida della diocesi di Ceneda nel luglio 1474.
La sua visita pastorale alle parrocchie della diocesi è la più antica di cui si conservino le relazioni nell'archivio diocesano a Vittorio Veneto.
Consacrò le chiese parrocchiali di Santa Maria di Feletto e Vazzola rispettivamente nel 1480 e 1490.
Nel 1480 venne nominato da papa Sisto IV suo vicario per la diocesi di Roma; partito per Roma nell'aprile del 1481, fece ritorno in Veneto nel 1484 per sistemare delle gravi questioni interne alla diocesi.
Morì a Padova nel 1498 dopo lunga malattia; la sua salma fu tumulata nella cattedrale di Ceneda nella tomba che si era fatto preparare fin dal 1491, davanti ad un altare sormontato da una pala di Jacopo da Valenza.
Sebbene alcuni storici antichi sostengano che fosse stato creato cardinale, in virtù della sua nomina a vicario papale, e che avrebbe rinunciato alla porpora, non ci sono fonti vaticane che attestano tale nomina.